# Le Tambourin fantastique
Le Tambourin fantastique és un curtmetratge mut francès del 1908 acreditat a Georges Méliès. Va ser venut per la Star Film Company de Méliès i està numerat del 1030 al 1034 als seus catàlegs.

## Trama
Un mag, ajudat pel seu assistent i dues dones vestides de patges, construeix un gran tamborí amb dos cèrcols i un tros de tela. El mag pinta una cara al cap del tamborí i extreu màgicament ampolles de vi i roba, inclosos els vestits passats de moda, de la cara. Multiplicant les pàgines en quatre, el mag els llança els vestits damunt i fan un breu ball.
A continuació, el mag agafa el marc del tamborí (ara sense cap) i, penjant-lo d'uns cables, en fa aixecar una de les dones. Aleshores, ell mateix desapareix dins del bastidor, per a la sorpresa del seu servent, abans de tornar a fer un últim truc: torna a separar el quadre en dos cèrcols, els converteix en les rodes d'una bicicleta i marxa alegrement.

## Producció
El repartiment inclou Méliès com a mag, un actor anomenat Manuel com el seu servent i Suzanne Faes com una de les quatre dones. Manuel era un col·laborador freqüent de Méliès, i des de 1906 supervisava algunes de les pel·lícules realitzades a l'Estudi B, el més gran dels dos estudis de Méliès. Els efectes especials de la pel·lícula es creen utilitzant maquinària escènica (incloent estructures ocultes, pintades de negre, per ocultar actors i accessoris), escamoteig i exposició múltiple.
Una guia de l'obra de Méliès, publicada pel Centre National de la Cinématographie, assenyala que és divertit veure a Manuel, tantes vegades el director adjunt de Méliès, aquí fent "el paper de criat que imita tots els gestos del seu amo"."